# Yue Fei
Yue Fei (chino: 岳飛; 24 de marzo de 1103-28 de enero de 1142), nombre de cortesía Pengju (鵬舉), fue un general militar chino que vivió durante la dinastía Song del Sur. Es considerado un héroe nacional de China y es conocido por haber liderado las fuerzas de Song del Sur en las guerras del siglo XII entre la dinastía Song del Sur y la dinastía Jin, gobernada por los jurchen en el norte de China. Debido a su postura belicosa, fue condenado a muerte por el gobierno de Song del Sur en 1142 bajo una acusación inventada, después de que se alcanzara una paz negociada con los jurchen. Yue Fei aparece representado en el Wu Shuang Pu (無雙譜, Tabla de héroes sin par) de Jin Guliang.
El hogar ancestral de Yue Fei se encontraba en Xiaoti (en el actual Condado de Tangyin de la provincia de Henan). El emperador Xiaozong le concedió el nombre póstumo de Wumu (武穆) en 1169, y más tarde el emperador Ningzong le otorgó el título nobiliario de Rey de È (鄂王) a título póstumo en 1211. Ampliamente considerado como un patriota y héroe popular nacional en China, desde su muerte Yue Fei se ha convertido en un dechado de lealtad en la cultura china.

### Citas
1. ↑  Mair, Victor H.; Chen, Sanping; Wood, Frances (1 de mayo de 2013). Chinese Lives: The People Who Made a Civilization. Thames & Hudson. pp. 120–121. ISBN 9780500771471. (requiere registro).
2. ↑  «China to Commemorate Ancient Patriot Yue Fei».